# Faneshütte
Die Faneshütte (ladinisch Üćia de Fanes, italienisch Rifugio Fanes) ist eine privat geführte Schutzhütte auf der Fanes in den Dolomiten.

## Lage und Umgebung
Die Hütte befindet sich auf 2060 m Höhe im Naturpark Fanes-Sennes-Prags auf den Almwiesen von Kleinfanes. An der Faneshütte führt der Dolomiten-Höhenweg 1 vorbei.

## Geschichte
Die Hütte wurde im Jahre 1928 als alpiner Stützpunkt des Hotels Post in St. Vigil erbaut und bereits 1937 erweitert. Der Name der Hütte ist von den gleichnamigen Fanes-Almen entlehnt. Sie ist bis heute im Besitz der Familie Mutschlechner.

## Wege

### Zustieg
- von Pederü (1548 m, Parkplatz)
- von Peutelstein (1513 m, Parkplatz)
- von Wengen durch das Fanestal und über den S. Antonio-Pass
- Capanna Alpina
- Cortina d’Ampezzo

Von Pederü aus können Hüttengäste auch den Shuttleservice in Anspruch nehmen (Auto oder die Schneekatze (Bandvagn 206)).

### Touren von der Faneshütte / Gipfelbesteigungen
- Antonispitze, 2655 m
- Pareispitze, 2794 m
- Neunerspitze, 2968 m
- Zehnerspitze, 3026 m
- Heiligkreuzkofel, 2907 m
- Piz Lavarela, 3055 m
- Monte Castello, 2817 m

### Übergänge zu anderen Hütten
- Senneshütte (2126 m), über Pederü, 3 h Gehzeit
- Pederü (1548 m), über Valun de Fanes, 1,5 h Gehzeit
- Lavarellahütte (2042 m), Nachbarhütte, 10 min Gehzeit
- Schutzhütte Fodara Vedla (1966 m)
- Scotonihütte (1985 m) 3 h Gehzeit
- Rifugio Lagazuoi (2752 m)
- Friedensbiwak (2758 m) (unbewirtschaftet)

## Karten
- Tabacco 03 Cortina D'Ampezzo Dolomiti Ampezzane[3]